# 벽산건설
벽산건설(碧山建設)은 인천광역시 연수구에 위치한 대한민국의 건설기업이며, 벽산그룹의 주력회사이다. 1958년에 설립되었으나 2014년 4월 16일 법원(서울중앙지법 파산6부)로부터 파산을 선고받았다.

## 연혁
- 1958년 11월: 한국 스레트 공업주식회사 설립
- 1963년 10월: 제일 스레트 공업주식회사 인수,건자재류 제조업에 본격 참여.
- 1964년 1월: 한국 스레트 공업주식회사에 건설 사업부 신설
- 1967년 3월: 건설업 면허(토목,건축)취득
- 1972년 1월: 한국 스레트 공업주식회사의 건설사업 부문을 분사하여 한국건업주식회사 설립
- 1975년 6월: 증권거래소에 한국건업주식회사로 주식공개
- 1988년: 미국 현지법인 벽산아메리카 설립
- 1990년: 기술 연구소 설립
- 1991년 3월: 벽산건설주식회사로 상호변경
- 1991년: 벽산 125 B/D 사옥 준공
- 1992년: 자본금 405억원으로 증자
- 1993년: 중국 방자산개발 집단공사와 합작회사 설립, 주 헝가리 한국대사관 복구공사
- 1994년: 기존 부산지사,중부지사,호남지사 외에 5개 영업소 신설
- 1995년: 신 행주대교 준공, 자본금 526억 5천만원 증자, 벽산개발 독립운영, 베트남 현지지사와 합작 체결
- 2000년 8월: 미국 건설전문 잡지 ENR(Engineering News Record)가 선정한 세계 200대 건설업체 지정
- 2000년 12월: 벽산개발(주) 합병
- 2002년 10월: 워크아웃 졸업
- 2003년 7월: 국내도급순위 15위 종합건설업체
- 2008년 3월: 벽산건설 여자핸드볼팀 창단
- 2009년 3월 13일: 벽산건설 본사 이전 (인천광역시 남동구 구월동 1126-3)
- 2010년 4월 22일: 벽산건설 본사 이전 (인천광역시 연수구 송도동 7-50)
- 2012년 4월 25일: 자본금 276억 5097만원으로 무상 감자
- 2012년 6월 26일: 회생절차개시 신청 (서울중앙지방법원)
- 2012년 7월 3일: 회생절차개시 결정
- 2012년 11월 1일: 회생계획 인가 결정 (서울중앙지방법원)
- 2012년 11월 10일: 자본금 89억 5114만원으로 무상 감자
- 2012년 11월 12일: 제3자배정 출자전환으로 3934억 7176만원 유상증자시켜 자본금이 4024억 2290만원이 됨
- 2012년 11월 27일: 자본금 574억 7639만원으로 무상 감자
- 2013년 5월 27일: M&A(투자유치공고) 및 입찰 진행
- 2013년 8월 5일: 제3자 배정유상증자 25억 162만원 출자전환
- 2013년 12월 31일: 유가증권시장 공시규정 제40조의 규정에 의거 완전자본잠식요건에 해당되어 주식 매매거래정지
- 2014년 4월 1일: 회생절차 폐지 (서울중앙지방법원)
- 2014년 4월 17일: 파산 선고

## 브랜드
- 펭귄아파트(1977년 ~ 1984년)
- 벽산아파트(1984년 ~ 2001년)
- 벽산블루밍(2001년 ~ )

### 단지 현황
- 서울특별시
  - 강북구
    - 미아 벽산라이브파크 : 미아동(2004년 8월)